# St. Maria Immaculata (Borbeck)

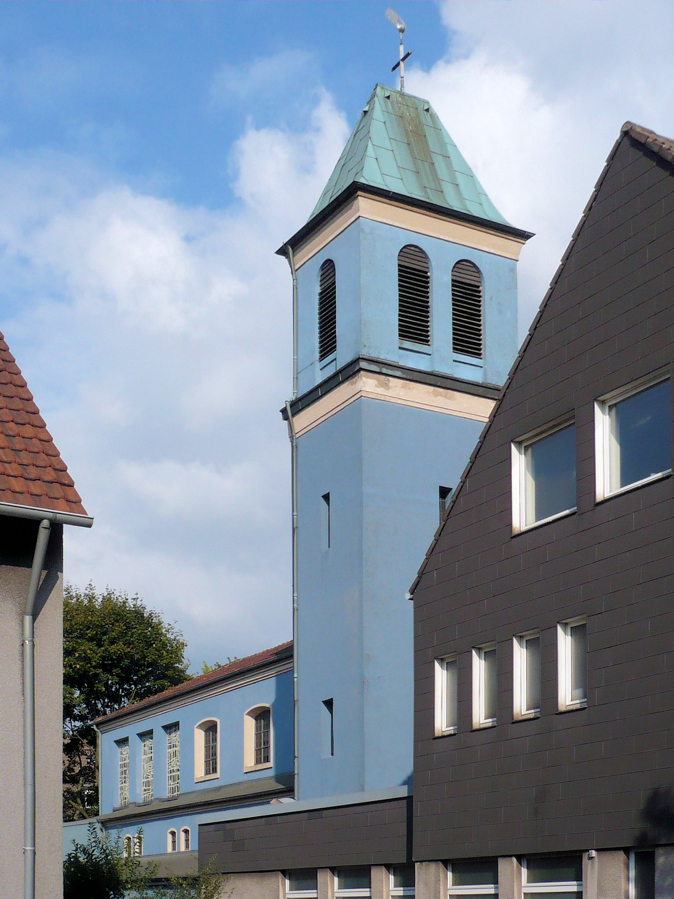
St. Maria Immaculata in Essen-Borbeck

Die Kirche St. Maria Immaculata war ein römisch-katholisches Kirchengebäude im Essener Stadtteil Borbeck-Mitte. Sie ging aus dem Oblaten-Kloster Borbeck hervor, wurde 2007 profaniert und schließlich 2014 abgerissen.

## Geschichte

### Ursprung
Der Ursprung von St. Maria Immaculata liegt im Oblaten-Kloster in Borbeck. Dessen Klosterkirche wurde 1917 von der Pfingstgemeinde erworben. 1923 wurde der Glockenturm unter der Leitung des Bauunternehmers Franz Pothmann durch freiwillige Helfer errichtet.
1926 war der Kirchenchor gegründet worden.

### Zur Zeit des Nationalsozialismus und danach
Am 8. Dezember 1939 wurde die Kirche zusammen mit den Rektoraten St. Paulus, St. J. Bosco und St. Franziskus zum Rektorat erhoben, um das Kloster vor dem Zugriff der Gestapo zu bewahren. Insbesondere der Einsatz des Dechanten Johannes Brokamp von St. Dionysius trug zum Erfolg bei. Zu dieser Zeit konnte das Kirchengebäude etwa 350 bis 400 Personen aufnehmen. Dennoch wurden die vier Kirchenglocken als Metallspende des deutschen Volkes von den Nationalsozialisten beschlagnahmt.
Das im Zweiten Weltkrieg durch zwei Bombentreffer zerstörte Gebäude wurde ab 1947 wiederaufgebaut. Dabei baute man an der Ostseite etwa elf Meter an, wobei sich der Platz der Kirchenbesucher auf bis zu 700 Personen erhöhte. Am 12. Dezember 1948 wurde die Kirche durch den Kölner Weihbischof Joseph Ferche konsekriert. 1951 folgte der Einbau der Orgel, deren Weihe am 27. Januar 1952 stattfand.
1968 verließen die Oblatenpatres nach 50 Jahren Borbeck. Das alte Klosterheim wurde 1973 niedergelegt und direkt in Folge das Pfarrheim gebaut, dessen Richtfest am 12. Oktober des Jahres stattfand. So kam es am 6. Oktober 1974 zur offiziellen Übergabe des Pfarrzentrums.

### Glocken

#### Klosterkapelle
Für die alte Klosterkapelle des Oblatenklosters wurde 1922 bei der Glockengießerei Petit & Gebr. Edelbrock ein vierstimmiges Geläut hergestellt. Die erste Glocke mit 324 Kilogramm Gewicht und 0,79 Metern Durchmesser hatte den Schlagton c, die zweite mit 222 Kilogramm und 0,69 Metern den Schlagton d, die dritte mit 126 Kilogramm und 0,58 Metern den Schlagton f und die vierte mit 86 Kilogramm und 0,5 Metern Durchmesser den Schlagton g. Sie wurden alle als Metallspende des deutschen Volkes von den Nationalsozialisten beschlagnahmt.

#### Nachkriegskirche
Drei neue Kirchenglocken, die im Oktober 1958 von Friedrich Wilhelm Schilling in Heidelberg gegossen worden waren, ersetzten die abhandengekommenen.
Die Glocke mit dem Namen Maria hatte bei einem Gewicht von 743 Kilogramm und einem Durchmesser von 1,05 Metern den Schlagton fis. Diese Marienglocke trug die Inschrift: REGINA SINE LABE ORIGINALI CONCEPTA + ORA PRO NOBIS (Königin, ohne Erbsünde empfangen, bitte für uns!).
Die zweite Glocke mit dem Namen Joseph hatte bei einem Gewicht von 515 Kilogramm und einem Durchmesser von 0,93 Metern den Schlagton gis. Ihre Inschrift lautete: PATRONE MORIENTIUM + ORA PRO NOBIS FAC NOS INNOCVAM DECVRRERE VITAM: SITQVE TVO SEMPER TVTA PATROCINIO (Schutzpatron der Sterbenden, bitte für uns. Lass uns ein unschuldiges Leben führen und möge es immer durch Deinen Schutz sicher sein.).
Die dritte Glocke mit dem Namen Altfride hatte bei 342 Kilogramm Gewicht und 0,8 Metern Durchmesser den Schlagton h. Sie trug die Inschrift: SANCTE ALTFRIDE: FVNDATOR ASSINDIAE + ORA PRO EPISCOPO ET CLERO ET POPVLO VNIVERSO (Hl. Altfride, Gründer von Assinda + Bitte für den Bischof, den Klerus und das ganze Volk.) Auf der gegenüberliegenden Glockenseite stand: ECCE SACERDOS MAGNVS QVI IN DIEBVS SVIS PLACVIT DEO (Siehe, groß ist der Priester, der in seinen Tagen Gott gefallen hat.).

### Letzter Gottesdienst und Niederlegung
Um der sinkenden Anzahl der Kirchenmitglieder zu Beginn des 21. Jahrhunderts zu begegnen, sahen sich die Kirchen genötigt, einige Kirchen zu schließen; darunter auch die St.-Maria-Immaculata-Kirche in Essen-Borbeck, wo der letzte Gottesdienst am 8. Dezember 2007 gefeiert wurde. Zum 1. Februar 2008 war die Gemeinde St. Maria Immaculata in die Pfarrgemeinde St. Dionysius integriert worden. Im Mai und Juni 2014 ist das Kirchengebäude abgerissen und auf dem Grundstück ein Seniorenheim errichtet worden.
Einige liturgische Gebrauchsgegenstände gingen in die Sakristei von St. Dionysius. Das Taufbecken wurde dort zum eigentlichen Weihwasserbecken unter der Orgelbühne, wo auch das Altarkreuz der St.-Maria-Immaculata-Kirche seinen Platz fand. Die Statue der Maria Immaculata befindet sich heute in der Durchgangskapelle im rechten Seitenschiff von St. Dionysius. Bestandteile der Orgel ergänzen die neue Orgel von St. Michael in Dellwig, die dort im September 2014 geweiht wurde.